# Caenurgia tehuelcha
Caenurgia tehuelcha är en fjärilsart som beskrevs av Berg 1875. Caenurgia tehuelcha ingår i släktet Caenurgia och familjen nattflyn. Inga underarter finns listade i Catalogue of Life.